# Luynes
Luynes – miejscowość i gmina we Francji, w Regionie Centralnym, w departamencie Indre i Loara.
Według danych na rok 1990 gminę zamieszkiwało 4128 osób, a gęstość zaludnienia wynosiła 121 osób/km² (wśród 1842 gmin Regionu Centralnego Luynes plasuje się na 82. miejscu pod względem liczby ludności, natomiast pod względem powierzchni na miejscu 262.).
W Luynes znajduje się jeden z zamków nad Loarą.